# 日本ATV協会
日本ATV協会（にほんATVきょうかい、JAPAN ATV ASSOCIATION）は、全地形対応車に関する様々な業務を取り扱う任意団体である。愛知県北名古屋市に本部を置いている。
主な事業として、国内で行われるATV、バギーの様々なレースの公認を行っている。また、グアムオフロードレースへの参加も積極的に行っている。

## 会員
ATVレーサーライセンス・審判員資格は会員以外取得出来ない。

## イベント
- 天竜ミーティング

## 大会
- 全日本雪上バギー選手権大会
- 全日本スーパーオフロードATV選手権レース
- ATVスノーフェスティバル

## 公認競技場
- 北海道オフロードパーク（北海道千歳市）
- スポーツランドSUGO（宮城県柴田郡村田町）
- 鈴鹿ツインサーキット（三重県鈴鹿市）
- 川西モトクロス場（新潟県十日町市）

## 関連団体
- 北海道ATV協会
- グアムATV協会